# Гумпрехт II фон Нойенар-Алпен
Гумпрехт II фон Нойенар-Алпен (на немски: Gumprecht II (IV) von Neuenahr-Alpen; * 1503; † 21 май 1556) е чрез наследство от 1505 – 1546 г. (кондоминиум) и сам от 1546 до 1556 г. управляващ граф на Графство Лимбург.
Той е син на граф Гумпрехт I фон Нойенар-Алпен (1461 – 1505) и съпругата му Амалия фон Вертхайм (1460 – 1532), дъщеря на граф Вилхелм I фон Вертхайм (1421 – 1482), бургграф на Милтенберг, и графиня Агнес фон Изенбург-Бюдинген (1448 – 1497).
През 1505 г. след смъртта на баща му той получава част от кондоминиум Лимбург, Алпен, Хелпенщайн, Линеп, също и наследствения фогтай Кьолн. През 1515 г. е записан с брат му Фридрих в университета в Кьолн (Universitas Studii Coloniensis).

## Фамилия
Гумпрехт II се жени три пъти:
∞ (I) 14 февруари 1528 г. за Анна фон Бронкхорст († 1 октомври 1529), внучка на Ото фон Бронкхорст, дъщеря на Фридрих фон Бронкхорст-Боркуло (1456 – 1508) и Мехтхилд ван ден Бергх († ок. 1539)
∞ (II) 19 март 1536 г. за Кордула (* 1516; † 20 ноември 1542) фон Холщайн-Шауенбург, вдовица на граф Евервин II фон Бентхайм († 1530), дъщеря на граф Йобст I фон Холщайн-Шаумбург
- Амалия (1539 – 1602)

∞ 1557 Хайнрих фон Бредероде (1531 – 1568)
∞ 25 април 1569 Фридрих III фон Пфалц (1515 – 1576)
∞ (III) 20 ноември 1542 за Амьона фон Даун (1520 – 1582), дъщеря на граф Вирих V фон Даун-Фалкенщайн
- Магдалена (* ок. 1550, † 13 януари 1627)

∞ 26 юли 1573 за граф Арнолд II (IV) фон Бентхайм-Текленбург (1554 – 1606)
- Адолф (* ок. 1554; † октомври 1589)

∞ 1575 Анна Валбурга фон Нойенар (* 1522; † 25 май 1600), дъщеря на граф Вилхелм II фон Нойенар